# 38018 Louisneefs
38018 Louisneefs este un asteroid din centura principală de asteroizi.

## Descriere
38018 Louisneefs este un asteroid din centura principală de asteroizi. A fost descoperit pe 1 iunie 1998 la Observatorul La Silla de Eric Walter Elst. Asteroidul prezintă o orbită caracterizată de o semiaxă mare de 3,15 ua, o excentricitate de 0,15 și o înclinație de 9,5° în raport cu ecliptica.